# Semiothisa clivicola
Semiothisa clivicola là một loài bướm đêm trong họ Geometridae.